# Bletia
Die Gattung Bletia aus der Familie der Orchideen (Orchidaceae) umfasst 35 Pflanzenarten, die alle im tropischen Amerika vorkommen. Die Pflanzen wachsen terrestrisch in Savannen oder seltener am Rand von Gewässern. Aufgrund ihrer großen Blüten werden sie gelegentlich kultiviert.

## Beschreibung
Alle Arten dieser Gattung bilden in kurzem Abstand Sprosse, die zu rundlichen Knollen verdickt sind. Die wenigen Wurzeln sind fleischig und von einem Velamen aus drei bis vier Zellschichten umgeben. Die Knollen sitzen meist dicht unter der Erdoberfläche. Sie bestehen aus mehreren Internodien. Am oberen Ende sitzen je zwei bis vier Laubblätter. Die Blätter sind länglich-oval, dünn und längs der zahlreichen hervortretenden Blattadern gefaltet. An der Basis laufen sie keilförmig in einen Blattstiel aus. Sie können eine Länge von einem halben bis einem Meter erreichen.
Der aufrechte Blütenstand erscheint seitlich aus der Basis der Sprossknollen, entweder von unterhalb der Blätter oder an der Basis von Blättern umschlossen. Er ist traubig oder wenig verzweigt, überragt die Blätter und trägt bis zu 50 Blüten. Die Blüten eines Blütenstands blühen von unten nach oben auf. Die resupinierten Blüten sind rot, rosa, weiß oder gelb gefärbt. Die drei Sepalen sind annähernd gleich geformt und nicht miteinander verwachsen. Die seitlichen Petalen sind oft wesentlich breiter als die äußeren Blütenblätter geformt, manchmal sind sie nach vorne geneigt und umfassen die Säule. Die Lippe ist dreilappig, an der Basis an der Säule angewachsen. Die zwei Seitenlappen stehen aufrecht, der mittlere Lappen endet stumpf oder ist nochmals in zwei Lappen unterteilt. Auf der Lippe verläuft längs ein Kallus aus mehreren Kielen. Die leicht gebogene Säule ist geflügelt und besitzt keinen Fuß. Das Staubblatt sitzt terminal und enthält acht weiche oder harte Pollinien. Je vier sitzen in einem Fach übereinander.
Von einigen Arten ist bekannt, dass sie von Bienen bestäubt werden.

## Verbreitung
Die Arten der Gattung Bletia kommen vom nördlichen Rand der amerikanischen Tropen in Florida und Mexiko über Mittelamerika bis ins südliche Brasilien und nördliche Argentinien vor. Die Standorte sind meist lichte Kiefern-Eichen-Wälder, Savannen und Grasländer mit einer trockenen Jahreszeit in Höhenlagen von 0 bis 2700 Meter. Einige Arten kommen an feuchten Flussufern und im tropischen Regenwald vor, einige auch in trockenem Dorngebüsch. Die größte Artenvielfalt herrscht in Mexiko.

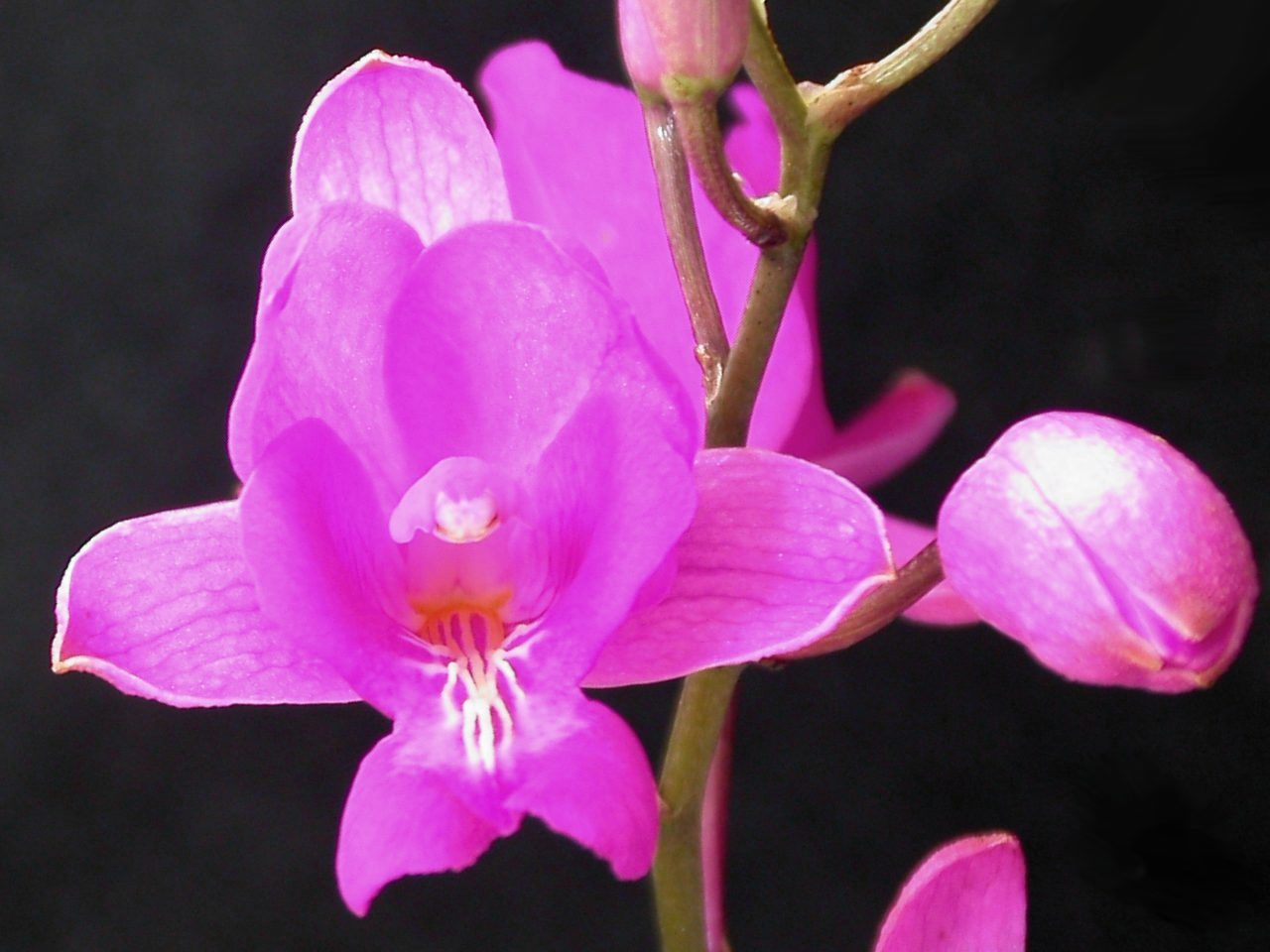
Bletia catenulata

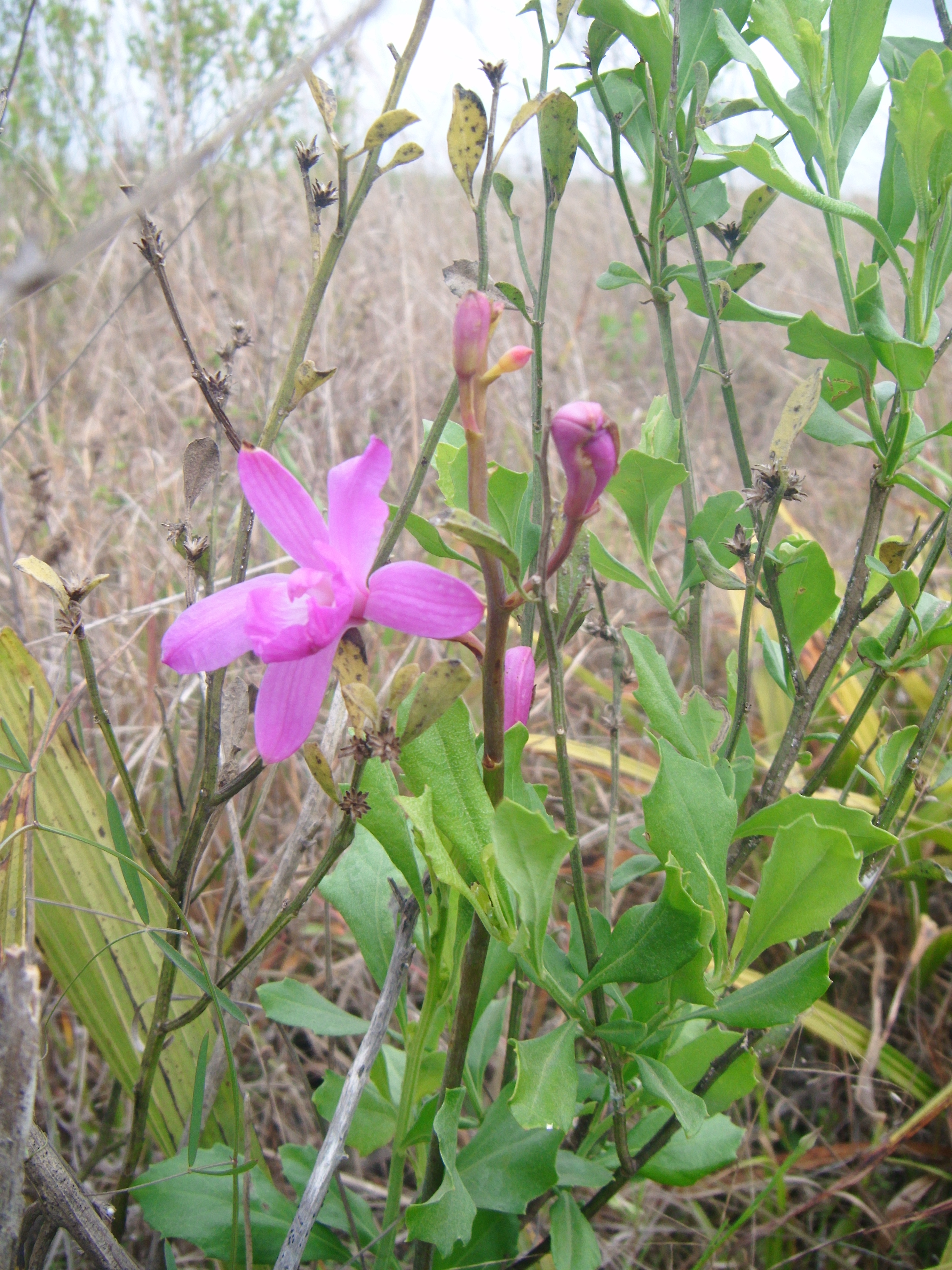
Bletia patula

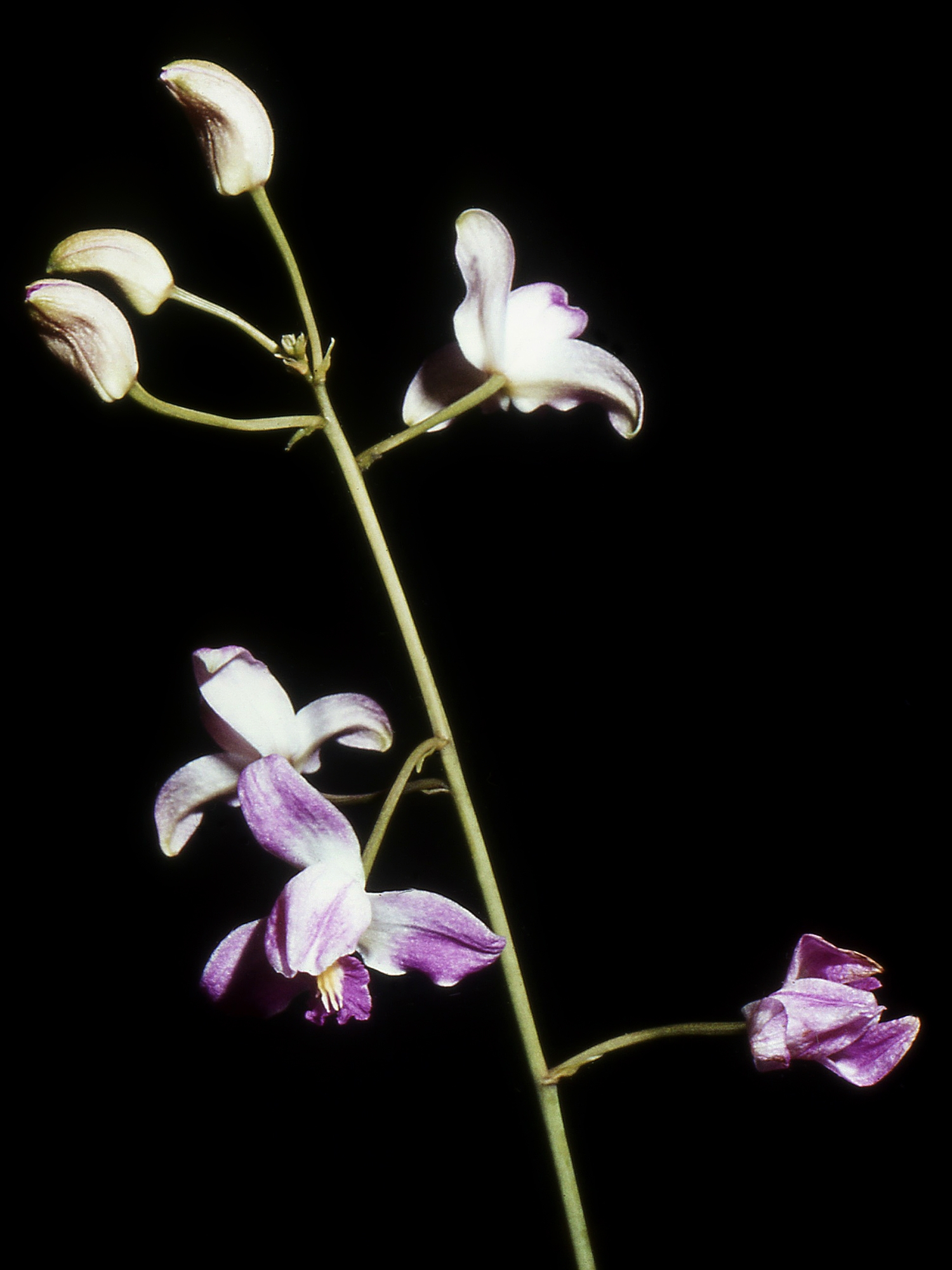
Bletia purpurata

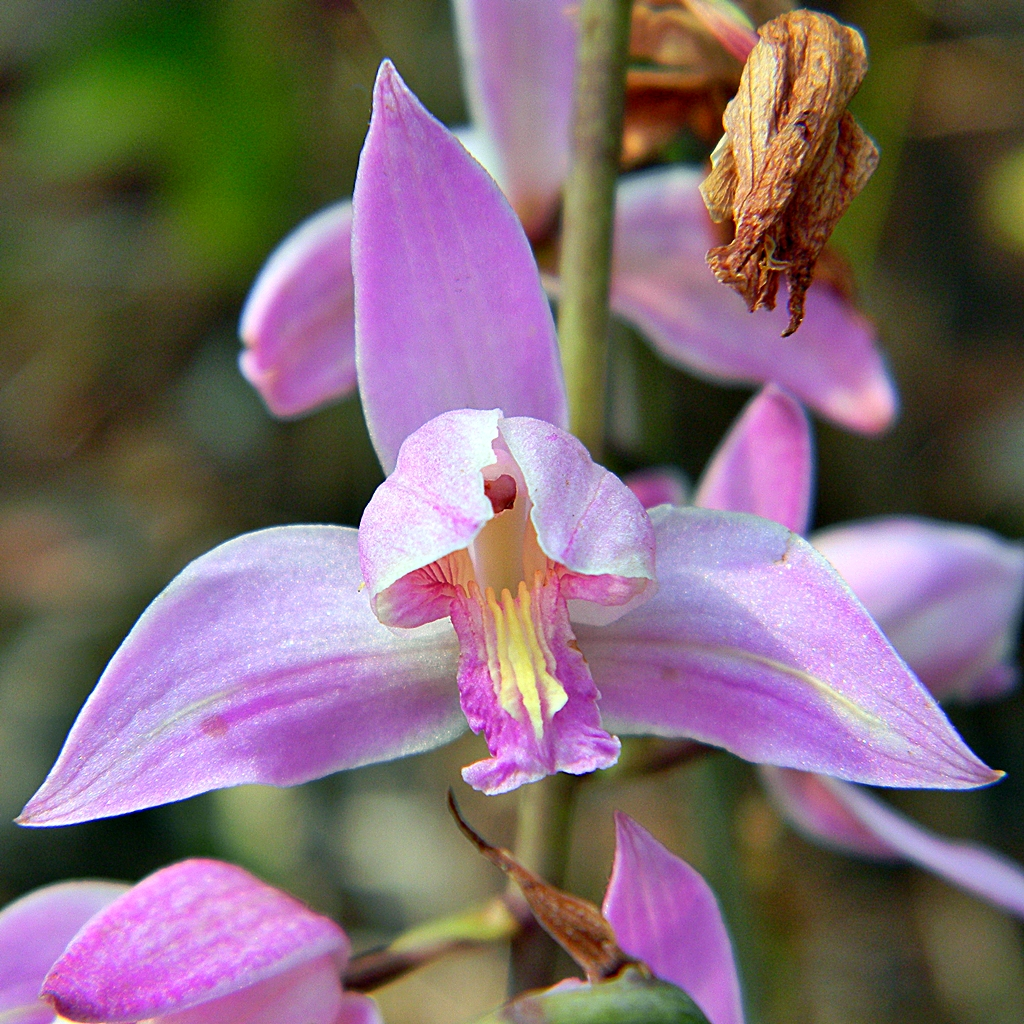
Bletia purpurea

## Taxonomie und Systematik
Die Gattung Bletia wurde 1794 durch Ruiz und Pavon in Florae Peruvianae, et Chilensis Prodromus Seite 119, tab. 26 erstveröffentlicht. Der Gattungsname ehrt Luis Blet y Gazel (1742–1808), einen spanischen Militär- und Hof-Apotheker.
Innerhalb der Unterfamilie Epidendroideae wird die Gattung Bletia in die Subtribus Bletiinae eingeordnet. Während Dressler diese Subtribus in die Tribus Arethuseae stellt, sehen andere Autoren sie in den Epidendreae und reduzieren die verwandten Gattungen in der Subtribus Bletiinae auf Hexalectris und Basiphyllaea. Typusart dieser Gattung ist Bletia catenulata.
Es wurden folgende Arten und drei Naturhybriden in dieser Gattung beschrieben:
- Bletia adenocarpa Rchb.f., Mexiko.
- Bletia altilamellata Garay, Kolumbien, Guayana
- Bletia amabilis C.Schweinf., Mexiko.
- Bletia antillana M.A.Diaz & Sosa, Kuba.
- Bletia campanulata Lex. in P.de La Llave & J.M.de Lexarza, großes Areal von Mexiko bis ins nördliche Argentinien.
- Bletia candida Kraenzl., Kolumbien.
- Bletia catenulata Ruiz & Pav., nördliche Anden von Kolumbien bis Bolivien und ostwärts nach Brasilien.
- Bletia coccinea Lex. in P.de La Llave & J.M.de Lexarza, Mexiko.
- Bletia concolor Dressler, Mexiko.
- Bletia ensifolia L.O.Williams, Mexiko.
- Bletia florida (Salisb.) R.Br. in W.T.Aiton, Kuba und Jamaika.
- Bletia gracilis Lodd., Mexiko bis Guatemala.
- Bletia greenmaniana L.O.Williams, Mexiko.
- Bletia greenwoodiana Sosa, Mexiko.
- Bletia lilacina A.Rich. & Galeotti, Mexiko.
- Bletia macristhmochila Greenm., Mexiko.
- Bletia meridana (Rchb.f.) Garay & Dunst., Venezuela.
- Bletia mixtecana Salazar & C.Chávez: Die 2016 erstbeschriebene Art kommt im mexikanischen Bundesstaat Oaxacana vor.[3]
- Bletia neglecta Sosa, Mexiko.
- Bletia nelsonii Ames, Mexiko.
- Bletia netzeri Senghas, Dominikanische Republik.
- Bletia parkinsonii Hook., Mexiko.
- Bletia patula Hook., südliches Florida und Karibik.
- Bletia punctata Lex. in P.de La Llave & J.M.de Lexarza, Mexiko.
- Bletia purpurata A.Rich. & Galeotti, Mittelamerika.
- Bletia purpurea (Lam.) DC., vom südlichen Florida und Mexiko südwärts bis Peru, Bolivien und Brasilien.
- Bletia reflexa Lindl., Mittelamerika.
- Bletia riparia Sosa & Palestina, Mexiko.
- Bletia roezlii Rchb.f., Mittelamerika.
- Bletia stenophylla Schltr., Venezuela, Kolumbien und Ecuador.
- Bletia tenuifolia Ames & C.Schweinf., Mexiko.
- Bletia urbana Dressler, Mexiko, der Bestand ist stark gefährdet.
- Bletia villae Soto Arenas, Mexiko.
- Bletia warfordiana Sosa, Mexiko.

Die Liste des Botanischen Gartens Kew nennt die große Zahl von 160 Synonymen.
Mit den Hybriden:
- Bletia × ekmanii Serguera & Sánchez Los., Mexiko = (Bletia patula × Bletia purpurea)
- Bletia × similis Dressler, Mexiko = (Bletia adenocarpa × Bletia concolor)
- Bletia × tamayoana S.Rosillo ex Soltero, Mexiko = (Bletia amabilis × Bletia coccinea)

Nicht mehr zu dieser Gattung wird gerechnet:
- Bletia uniflora Ruiz & Pav. => Maxillaria uniflora (Ruiz & Pav.) Molinari

## Kultur
Aufgrund der großen, farbigen Blüten sind einige Arten in Kultur zu finden. Diese werden in durchlässige Erdmischungen gepflanzt und benötigen eine trockene Ruhezeit.

## Belege
- C.H. Dodson, C.A. Luer (2005): Orchidaceae part 2 (Aa–Cyrtidiorchis). In: G. Harling, L. Andersson (Hrsg.): Flora of Ecuador. Bd. 76, S. 69ff. Botanical Institute, Göteborg University, ISBN 91-88896-51-X
- Robert L. Dressler (1993): Phylogeny and Classification of the Orchid Family. S. 186. Cambridge University Press, ISBN 0-521-45058-6
- Alec M. Pridgeon, Phillip Cribb, Mark W. Chase: Genera Orchidacearum. Bd. 4/1: Epidendroidae (Part one). Oxford University Press, 2005. S. 167–170. ISBN 0-19-850712-7